# اللجام (عمران)
اللجام هي إحدى قرى الجمهورية اليمنية. وهي تتبع جغرافيًا لمحافظة عمران. وإداريًا لمديرية خارف. يبلغ تعداد سكانها 1059 نسمة حسب الإحصاء الذي جرى عام 2004.